# Philenora elegans
Philenora elegans är en fjärilsart som beskrevs av Butler 1877. Philenora elegans ingår i släktet Philenora och familjen björnspinnare. Inga underarter finns listade i Catalogue of Life.

## Bildgalleri

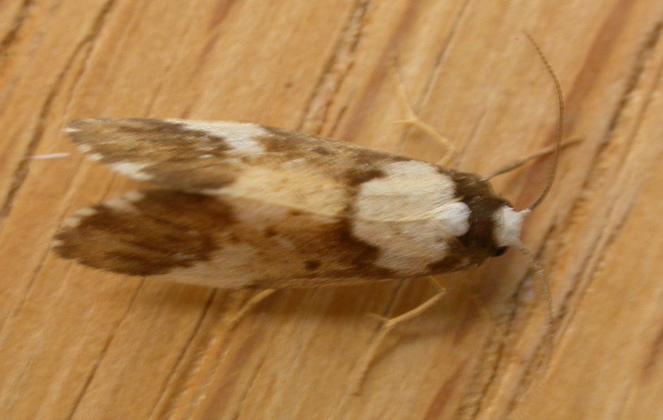